# Skjoldbjerg Sogn
Skjoldbjerg Sogn er et sogn i Grene Provsti (Ribe Stift).
Skjoldbjerg Kirke blev i 1921 indviet som filialkirke til Vorbasse Kirke. Skjoldbjerg blev så et kirkedistrikt i Vorbasse Sogn, som hørte til Slavs Herred i Ribe Amt. Vorbasse sognekommune inkl. kirkedistriktet blev ved kommunalreformen i 1970 indlemmet i Billund Kommune.
Da kirkedistrikterne blev nedlagt 1. oktober 2010, blev Skjoldbjerg Kirkedistrikt udskilt som det selvstændige Skjoldbjerg Sogn.
Stednavne, se Vorbasse Sogn.